# 布拉姆湖
54°12′18″N 9°54′18″E / 54.20500°N 9.90500°E

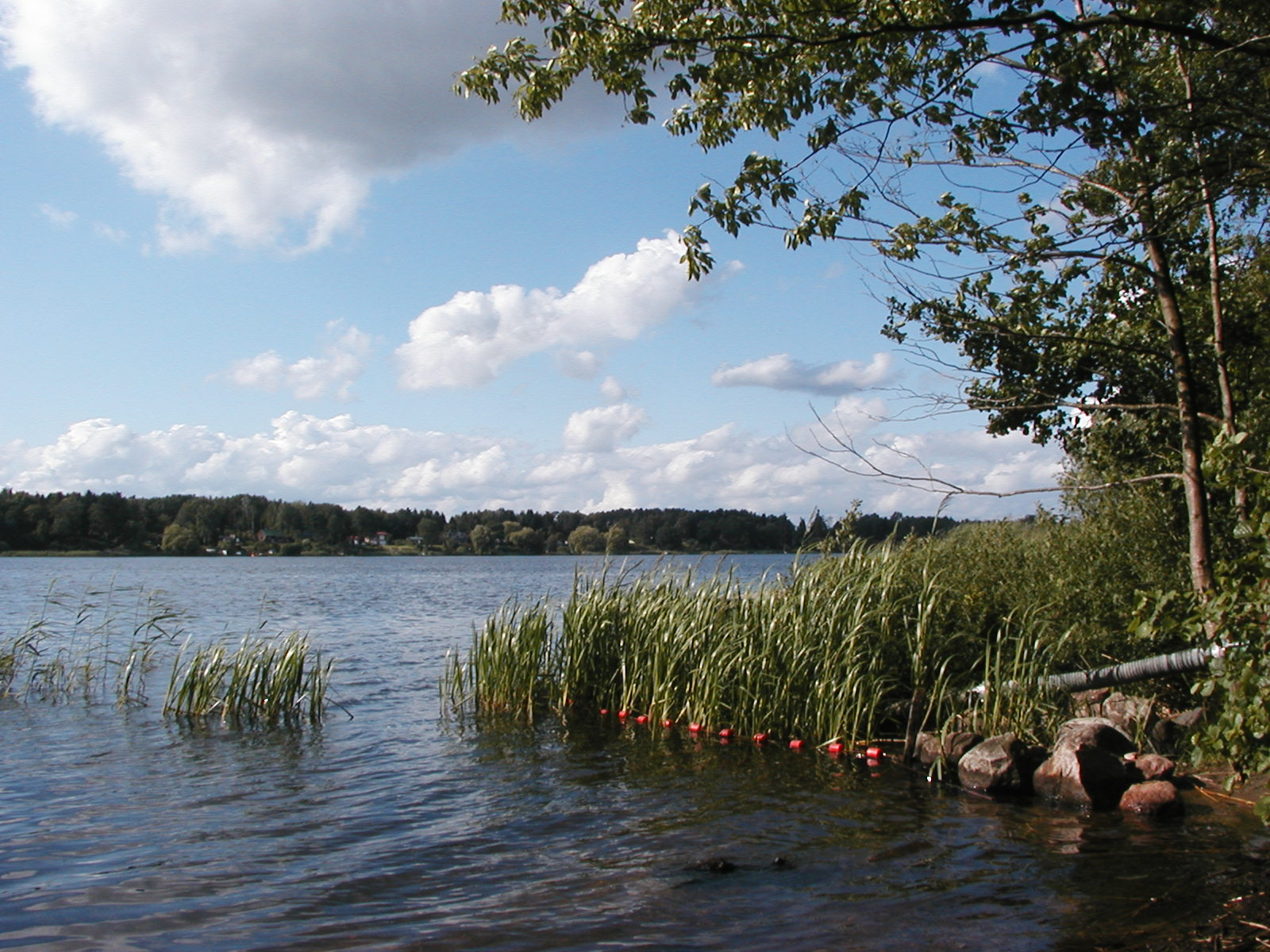

布拉姆湖（德語：Brahmsee），是德國的湖泊，位於該國北部石勒蘇益格-荷爾斯泰因州，長2.4公里、寬0.6公里，面積1.1平方公里，海拔高度19米，平均水深5.5米，最大水深10.4米，水體容量592萬立方米，湖岸線長度5公里。